# Robert Kerr (1757–1813)
Robert Kerr (ur. 1757 w Roxburghshire w Szkocji, zm. 11 października 1813 w Edynburgu) – szkocki pisarz, tłumacz i zoolog.
Kerr urodził się w Roxburghshire. Był synem jubilera. Studiował medycynę na Uniwersytecie w Edynburgu. Odbył praktykę lekarską jako chirurg w Edinburgh Foundling Hospital. Przetłumaczył szereg dzieł naukowych na angielski, takich jak np. Traitée Elémentaire de Chimie Antoine Lavoisiera. W 1792 wydał The Animal Kingdom, dwa pierwsze tomy czterotomowego Systema Naturae Karola Linneusza. Dzieło to cytowane jest jako autorytarne, jeśli chodzi o taksonomię wielu gatunków. Kerr nigdy nie przetłumaczył pozostałych dwóch tomów dzieła szwedzkiego naukowca.
W 1794 Kerr porzucił chirurgię na rzecz papierni. Utopił w tym przedsięwzięciu większość swoich dochodów. Zaczął ponownie wydawać mniejsze dzieła w 1809 (General View of the Agriculture of Berwickshire). Ostatnią jego pracą było tłumaczenie Recherches sur les ossements fossiles de quadrupedes Georges’a Cuviera. książkę wydano po śmierci Kerra pod tytułem Essays on the Theory of the Earth.
Wśród znanych dzieł pisarza wymienić trzeba A General History and Collection of Voyages and Travels w dziewięciu tomach. Kerr rozpoczął wydawanie serii w 1811. Dedykował ją sir Alexandrowi Cochrane. Po śmierci autora wstrzymano wydawanie serii. Resztę tomów wydano w latach 20. XIX wieku.
Jest autorem naukowych opisów wielu gatunków zwierząt, m.in.: nimfy, pałanki kuzu, czy mangaby zwyczajnej.